# Jacob Axel Josephson
Jacob Axel Josephson (Stoccolma, 27 marzo 1818 – Uppsala, 19 marzo 1880) è stato un compositore svedese.
Nato in una famiglia ebraica e convertitosi al cristianesimo nel 1841, lavorò per buona parte della sua carriera a Uppsala, facendone uno dei principali centri musicali svedesi dell'epoca. La sua produzione fu basata principalmente sui modelli di Felix Mendelssohn e Adolf Fredrik Lindblad, e i suoi lavori più noti e di successo sono le canzoni per voce e pianoforte, ma scrisse anche composizioni corali, una sinfonia e diverse composizioni per coro e orchestra.
Fu fratello dell'editore musicale Edvard Josephson, dell'artigiano Wilhelm Josephson, della pianista Wilhelmina Josephson e del drammaturgo Ludvig Josephson.

## Biografia
Josephson studiò presso l'Università di Uppsala a partire dal 1835. Nel 1841 divenne director cantus presso la Katedralskolan di Uppsala. Conseguì il filosofie magister nel 1842 con una tesi intitolata Några momenter till en karakteristik av den nyaste musiken ("Alcuni momenti verso una caratterizzazione della musica più recente"), nella quale attaccò Gioachino Rossini ed elogiò Felix Mendelssohn. Nel 1841 pubblicö la sua prima raccolta di canzoni, che ottenne il premio Bergfalkska per Konstnärens morgondröm ("Sogno mattiniero dell'artista"). Tale incoraggiante successo gli valse la frequentazione dei circoli musicali presso le case di Lotten von Kræmer, Per Daniel Amadeus Atterbom, Erik Gustaf Geijer e Malla Silfverstolpe.
Grazie all'aiuto di Jenny Lind, nel 1844 ebbe la possibilità di viaggiare a Dresda, dove studiò organo con Schneider, e a Lipsia, dove studiò composizione con Moritz Hauptmann e Niels Gade. Nel 1845–1846 fu a Roma, dove divenne membro onorario dell'Accademia di Santa Cecilia. Nel 1847 tornò in Svezia, dove diresse per due anni l'Harmoniska Sällskapet a Stoccolma. Nel 1849 pubblicò la sinfonia in mi bemolle maggiore e la composizione corale Islossningen, composte prima della sua partenza, e la seconda edizione del suo volume di canzoni.
Nel 1849 divenne director musices presso l'Università di Uppsala, dove il suo lavoro incontrò particolare successo, e contribuì a consolidare la reputazione musicale di Uppsala. Fondò la Filharmoniska sällskapet, composta da studenti e donne della città, e tenne stagioni di concerti sinfonici e corali su base annuale con la Kungliga Akademiska Kapellet e con musicisti provenienti da Stoccolma. Dal 1851 diresse Allmänna Sången, il coro misto dell'Università, per il quale compose tra l'altro Vårt land, Stjärnorna tindra re'n, Rings drapa e Vårliga vindar draga.
Nel 1854 divenne direttore di Orphei Drängar, il coro maschile dell'Università, e nel 1857 divenne membro della Kungliga Musikaliska Akademien. Nel 1860 allestì un'esecuzione dell'Antigone di Sofocle, su musica di Felix Mendelssohn, i cui ricavi vennero usati per finanziare una borsa di studio per giovani musicisti. Nello stesso anno pubblicò un testo didattico,Elementar-lära i musik, e nel 1864 divenne organista presso la cattedrale di Uppsala, dove fondò il coro della cattedrale, che diresse dal 1867 al 1880. Nel 1874 ottenne il titolo di professore, e a seguito della morte di Franz Berwald nel 1868 ottenne dall'Akademien l'incarico di completare la revisione dell'Haeffners koralbok, di cui sottomise una proposta nel 1877 con la revisione dei corali 60–200.
Josephson morì a Uppsala nel 1880, dove è sepolto presso il cimitero vecchio.

## Composizioni

### Orchestra
- Sinfonia in mi bemolle maggiore, op.4, 1846-47
- Festmarsch in sol maggiore, 1850

### Musica da camera
- Romanza per violino e pianoforte in mi minore

### Pianoforte
- Tre lyriska tondikter
- Fantasistycken op. 11
- Musikaliskt album, op. 19
- Quattro pezzi per pianoforte, op. 30
- Du gamla, du friska, fantasia
- Airs nationaux suèdois arangés pour piano
- 2 Albumblade.

### Musica vocale
- Canzoni per voce e pianoforte, op. 1 (secondo volume)
  - 1. Tro ej glädjen, Tro ej sorgen!
  - 2. Morgonen (Runberg)
  - 3. Fogeln i November. (Böttinger)
  - 4. Den fångne Fogeln.
  - 5. An die Nachtigall. (von Claudius)
  - 6. Tröst.
  - 7. Stjernklart.
- Från vandringsåren, op. 2 (1844)
- Dieci canzoni con accompagnamento di pianoforte
- Sju fyrstämmiga sånger för mansröster, op. 3
- Canzoni, op. 5
- Romanze e canzoni, op. 6 (Roma 1845)
  - 5. Leise zieht durch mein Gemüt (Heinrich Heine)
- Tre canzoni, op. 7 (Roma 1846)
  - 1. Mein Liebchen, wir saßen beisammen (Heinrich Heine)
- Visor och sånger, op. 8 (1847)
  - 5. Du schönes Fischermädchen
- Islossningen, op.9, fantasia per coro maschile, solisti e orchestra (1844-1851)
- Sex fyrstämmiga sånger op 12, edito 1850-51
  - Vårförhoppning (Ludwig Uhland)
  - Morgonvandring (Emanuel Geibel)
  - Vandrarens sång om natten (Johann Wolfgang von Goethe)
  - Höstvisa (Joseph von Eichendorff)
  - Aftonringningen (Scheuerling)
  - Avsked (Joseph von Eichendorff)
- Korsriddarna utanför Jerusalem, cantata, op. 13
- Nya sånger vid piano, op. 15 (1849)
- Trenne duetter, op. 16 (1850)
- Tre canzoni, op. 18
- Cavatina, op. 17
- Zigenargossen i Norden, tre canzoni, op. 18 (1851)
- Sei canzoni, op. 19 (1851)
- Musikaliskt album, op. 19
  - 11. Duetto "Die Lilien... "
- Quando corpus, inno per soprano, coro e orchestra, op. 20
- Tre canzoni, op. 22 (1849)
- Wärme och ljus, op. 24 (1852)
- Mélodies suèdoises, op. 25
  - 1. Quand je dors
  - 2. L'émir de Bengador (Si tu savais)
  - 3. La forêt (Salut, forêt solitaire)
  - 6. Les beaux jours (Déjà plus fraiche)
  - 7. Réveil de la nature (Brille du haut)
  - 8. Les adieux à la mer (Rivage enchanteur)
- Den fallande stjernan. Sånger till Selma, op. 26 (1854)
- Lärkröster i maj, op. 27 (1853)
- Den gamle klockarens visor, op. 28 (1843)
  - 4. En visa som många andra ("Och lunden hon grönskar")
- Sju fyrstämmiga sånger för mansröster, op. 29
  - Hymn vid Gustaf Wasa festen d. 29 Sept. 1860. ("Du Svenska folk...")
- Sette canzoni, op. 31 (1855)
  - 2. Sjung, du underbara sång (Jacob Axel Josephson) (1857)
- Sei canzoni, op. 32 (1855)
- Trenne psalmer ur Psaltaren, op. 33
- Sorgkantat för Carl XV d. 29 nov. 1873, op. 35
- Melodie su Finska Toner. op. 36
- Den gamle klockarens visor. Seconda raccolta, op. 38
- Cinque canzoni da Albert Beckman, op. 39
  - 4. Aftontanke vid havet. ("Tyst, hvad hör jag..." )
- Vid Uppsala universitets jubelfest den 5 september 1877, op. 40
- Vid Uppsala universitets jubelfest Promotionsdagen den 6 september 1877, op. 41
- Arion. ("Sångens makt"). Kantat, op. 42
- Requiem per coro maschile
- I de gamla Drottars land...
- Kring jorden dröjer ännu kvar (per soprano, tenore e archi)
- På havet. ("Uppå havets mörka våg") (4 parti)
- Slocknat är den gamle Mästarns öga (4 parti)
- Lärkan ("Med jubel du fyller")
- Svenska folkvisor. 1º volume, 4ª edizione, Ed. Josephson
- Svenska folkvisor. 3º volume, Ed. Josephson
- Svenska folkvisor. Volumi 1-3. Nuova edizione, Hirsch (1532, 1539, 1540)
- Till de finska bröderna, 4 giugno 1875

### Musica sacra
- Revisione di Haeffners koralbok
- Zion (1867-1870)
- Sånger i Zion (1880)